# Norwegischer Fußballpokal der Männer 2021
Der norwegische Fußballpokal 2021 (kurz auch NM-Cup 2021 genannt) war die 115. Austragung des Fußballpokalwettbewerbs der Männer. Da es aufgrund der COVID-19-Pandemie nicht möglich war, den Wettbewerb im März 2021 zu starten, hatte die NFF ausnahmsweise für diese Ausgabe des Wettbewerbs die Absage der Qualifikationsrunden angeordnet. 2020 war der Wettbewerb abgesagt worden.
Die 1. Runde startete im Juli 2021, zwei weitere Runden wurden im gleichen Jahr durchgeführt, während die restlichen vier Runden zu Beginn der Saison 2022 gespielt wurden. Pokalsieger wurde Molde FK. Titelverteidiger war Viking Stavanger.
Der Pokalsieger erhielt das Startrecht in der 2. Qualifikationsrunde der UEFA Europa Conference League 2022/23.

## Modus und Kalender
Teilnehmer waren die 16 Mannschaften der Eliteserien, 16 aus der OBOS-ligaen, 25 aus der PostNord-Ligaen, 64 aus der Norsk Tipping-Ligaen und 7 aus der Norsk Tipping-Ligaen 2.
| Runde         | Datum                       | Spiele | Vereine  |
| ------------- | --------------------------- | ------ | -------- |
| 1. Runde      | 24. bis 25. Juli 2021       | 64     | 128 → 64 |
| 2. Runde      | 31. Juli bis 1. August 2021 | 32     | 64 → 32  |
| 3. Runde      | 22. September 2021          | 16     | 32 → 16  |
| 4. Runde      | 12. bis 13. März 2022       | 8      | 16 → 8   |
| Viertelfinale | 19. bis 20. März 2022       | 4      | 8 → 4    |
| Halbfinale    | 6. April 2022               | 2      | 4 → 2    |
| Finale        | 1. Mai 2022                 | 1      | 2 → 1    |

## 1. Runde
Die Auslosung fand am 25. Juni 2021 statt.
| Datum      |                       | Ergebnis              |                     |
| ---------- | --------------------- | --------------------- | ------------------- |
| 24.07.2021 | Frigg Oslo FK         | 2:4                   | KFUM Oslo           |
|            | IK Junkeren           | 2:0                   | FK Mjølner          |
|            | Kolstad Fotball       | 0:5                   | Levanger FK         |
|            | Finnsnes IL           | 0:3                   | FK Senja            |
|            | IF Fløya              | 3:3 n. V. (6:5 i. E.) | Tromsdalen UIL      |
|            | SK Herd               | 0:3                   | IL Hødd             |
|            | Nordstrand IF         | 2:2 n. V. (2:1 i. E.) | Bærum SK            |
|            | Tynset IF             | 1:4                   | Tiller IL           |
|            | FK Vidar              | 2:1                   | Egersunds IK        |
|            | IL Bjarg              | 0:5                   | Brann Bergen        |
|            | Elverum Fotball       | 1:3                   | Kongsvinger IL      |
|            | IL Express            | 0:8                   | Start Kristiansand  |
|            | Fana IL               | 2:1                   | Sotra FK            |
|            | Follo Fotball         | 0:1                   | Stabæk Fotball      |
|            | Funnefoss/Vormsund IL | 0:4                   | Lillestrøm SK       |
|            | Hinna Fotball         | 0:4                   | Bryne FK            |
|            | FK Mandalskameratene  | 1:2 n. V.             | Arendal Fotball     |
|            | NTNUI Fotball         | 0:6                   | IL Stjørdals-Blink  |
|            | Skånland OIF          | 00:11                 | Tromsø IL           |
|            | Sunndal Fotball       | 0:4                   | Brattvåg IL         |
|            | Vardeneset BK         | 0:3                   | SK Djerv 1919       |
|            | Skjervøy IK           | 0:1                   | Alta IF             |
|            | IL Brodd              | 0:3                   | Sandnes Ulf         |
|            | Fjøra FK              | 0:3                   | Sogndal Fotball     |
|            | FK Eik Tønsberg       | 0:1                   | Odds BK             |
|            | Gjelleråsen IF        | 1:4                   | Eidsvold TF         |
|            | FK Gjøvik Lyn         | 2:0                   | FK Toten            |
|            | Stord IL              | 2:2 n. V. (7:6 i. E.) | FK Haugesund        |
|            | Vindbjart FK          | 0:1                   | Flekkerøy IL        |
|            | Volda TI              | 2:4 n. V.             | Kristiansund BK     |
|            | Årdal FK              | 0:1 n. V.             | Florø SK            |
|            | Lokomotiv Oslo        | 0:1                   | Kjelsås Fotball     |
| 25.07.2021 | IL Flint              | 1:2                   | Fram Larvik         |
|            | Harstad IL            | 2:0                   | Melbo IL            |
|            | Spjelkjavik IL        | 1:4                   | Molde FK            |
|            | Stovner SK            | 2:5                   | Grorud IL           |
|            | Hønefoss BK           | 0:2                   | Strømsgodset IF     |
|            | Lysekloster IL        | 1:2                   | Åsane Fotball       |
|            | Lørenskog IF          | 1:2                   | Strømmen IF         |
|            | Nybergsund IL-Trysil  | 0:1                   | Raufoss IL          |
|            | Oppsal IF             | 0:2                   | Skeid Oslo          |
|            | Rana FK               | 1:4                   | FK Bodø/Glimt       |
|            | Strindheim IL         | 2:4                   | Orkla FK            |
|            | SK Træff              | 0:4                   | Aalesunds FK        |
|            | Ullern IF             | 3:1                   | Asker Fotball       |
|            | Verdal IL             | 0:6                   | Nardo FK            |
|            | FK Ørn-Horten         | 1:2                   | Ullensaker/Kisa IL  |
|            | Lyn Oslo              | 0:4                   | Vålerenga Oslo      |
|            | Kråkerøy IF           | 0:3                   | Fredrikstad FK      |
|            | Brumunddal Fotball    | 1:2                   | Ham-Kam             |
|            | Byåsen Toppfotball    | 3:4 n. V.             | Ranheim Fotball     |
|            | FK Donn               | 1:2                   | FK Jerv             |
|            | Halsen IF             | 1:5                   | Notodden FK         |
|            | Kvik Halden FK        | 0:2                   | Sarpsborg 08 FF     |
|            | Melhus IL             | 0:7                   | Rosenborg Trondheim |
|            | Os TF                 | 2:6                   | Øygarden FK         |
|            | Pors Grenland         | 1:4                   | Sandefjord Fotball  |
|            | IF Ready Fotball      | 4:0                   | SF Grei             |
|            | IL Sandviken          | 1:2 n. V.             | FK Fyllingsdalen    |
|            | Sola FK               | 1:0                   | Madla IL            |
|            | Staal Jørpeland IL    | 2:3                   | Viking Stavanger    |
|            | Vestfossen IF         | 1:3                   | Moss FK             |
|            | Åkra IL               | 2:2 n. V. (5:4 i. E.) | SK Vard Haugesund   |
|            | Åssiden IF            | 0:3                   | Mjøndalen IF        |

## 2. Runde
Die Auslosung fand am 26. Juli 2021 statt.
| Datum      |                    | Ergebnis              |                     |
| ---------- | ------------------ | --------------------- | ------------------- |
| 31.07.2021 | Kongsvinger IL     | 3:0                   | Strømmen IF         |
|            | FK Vidar           | 0:2                   | Start Kristiansand  |
|            | Florø SK           | 1:5                   | Sogndal Fotball     |
|            | FK Gjøvik Lyn      | 0:3                   | Ham-Kam             |
|            | Sola FK            | 0:6                   | Bryne FK            |
|            | Stord IL           | 0:4                   | Åsane Fotball       |
|            | Brattvåg IL        | 2:3                   | Aalesunds FK        |
|            | Harstad IL         | 2:2 n. V. (4:3 i. E.) | FK Senja            |
|            | IF Fløya           | 1:5                   | KFUM Oslo           |
| 01.08.2021 | Nardo FK           | 3:0                   | IL Stjørdals-Blink  |
|            | Fana IL            | 0:3                   | Brann Bergen        |
|            | Alta IF            | 3:1                   | Tromsø IL           |
|            | Eidsvold TF        | 1:3                   | Raufoss IL          |
|            | Flekkerøy IL       | 2:2 n. V. (4:1 i. E.) | FK Jerv             |
|            | Ullern IF          | 1:3 n. V.             | Vålerenga Oslo      |
|            | SK Djerv 1919      | 0:2                   | Viking Stavanger    |
|            | IL Hødd            | 1:2                   | Molde FK            |
|            | Levanger FK        | 0:2                   | Ranheim Fotball     |
|            | Skeid Oslo         | 1:2 n. V.             | Lillestrøm SK       |
|            | Moss FK            | 3:1                   | Fredrikstad FK      |
|            | Nordstrand IF      | 0:3                   | Sarpsborg 08 FF     |
|            | Kjelsås Fotball    | 0:1                   | Grorud IL           |
|            | IF Ready Fotball   | 0:1                   | Strømsgodset IF     |
|            | Ullensaker/Kisa IL | 0:1                   | Stabæk Fotball      |
|            | Notodden FK        | 0:3                   | Mjøndalen IF        |
|            | Fram Larvik        | 0:1                   | Odds BK             |
|            | Arendal Fotball    | 5:4 n. V.             | Sandefjord Fotball  |
|            | Åkra IL            | 2:3 n. V.             | Sandnes Ulf         |
|            | Orkla FK           | 01:11                 | Rosenborg Trondheim |
|            | Tiller IL          | 1:5                   | Kristiansund BK     |
|            | IK Junkeren        | 1:3                   | FK Bodø/Glimt       |
|            | FK Fyllingsdalen   | 1:2                   | Øygarden FK         |

## 3. Runde
Die Auslosung fand am 5. August 2021 statt.
| Datum      |                    | Ergebnis              |                     |
| ---------- | ------------------ | --------------------- | ------------------- |
| 22.09.2021 | Grorud IL          | 2:3 n. V.             | Lillestrøm SK       |
|            | KFUM Oslo          | 3:1                   | Kristiansund BK     |
|            | Harstad IL         | 0:5                   | Brann Bergen        |
|            | Kongsvinger IL     | 4:1                   | Flekkerøy IL        |
|            | Start Kristiansand | 4:2                   | Mjøndalen IF        |
|            | Alta IF            | 1:2                   | FK Bodø/Glimt       |
|            | Vålerenga Oslo     | 0:3                   | Odds BK             |
|            | Øygarden FK        | 0:5                   | Sarpsborg 08 FF     |
|            | Nardo FK           | 2:2 n. V. (5:3 i. E.) | Arendal Fotball     |
|            | Ranheim Fotball    | 1:1 n. V. (1:3 i. E.) | Aalesunds FK        |
|            | Strømsgodset IF    | 5:1                   | Stabæk Fotball      |
|            | Bryne FK           | 1:4                   | Molde FK            |
|            | Sogndal Fotball    | 0:2                   | Åsane Fotball       |
|            | Moss FK            | 1:7                   | Sandnes Ulf         |
|            | Ham-Kam            | 1:2                   | Raufoss IL          |
|            | Viking Stavanger   | 3:1                   | Rosenborg Trondheim |

## Achtelfinale
Die Auslosung fand am 22. September 2021 statt. Alle Spiele sollten am 12. bzw. 13. März 2022 ausgetragen werden. Am 2. März 2022 wurde die Begegnung zwischen Aalesunds FK und FK Bodø/Glimt auf den 6. März 2022 vorgezogen, da Bodø/Glimt am Achtelfinale der UEFA Conference League teilnahm. Am 4. März 2022 wurde das Spiel abgesagt, da Aalesund zum neuen Termin nicht genug Spieler zur Verfügung hatte.
| Datum      |                | Ergebnis              |                    |
| ---------- | -------------- | --------------------- | ------------------ |
| 06.03.2022 | Aalesunds FK   | w. o.                 | FK Bodø/Glimt      |
| 12.03.2022 | KFUM Oslo      | 1:0                   | Brann Bergen       |
|            | Kongsvinger IL | 0:2                   | Viking Stavanger   |
|            | Raufoss IL     | 1:1 n. V. (5:6 i. E.) | Strømsgodset IF    |
|            | Sandnes Ulf    | 2:0                   | Start Kristiansand |
| 13.03.2022 | Nardo FK       | 0:4                   | Lillestrøm SK      |
|            | Åsane Fotball  | 0:5                   | Sarpsborg 08 FF    |
|            | Molde FK       | 3:2 n. V.             | Odds BK            |

## Viertelfinale
Die Auslosung fand am 27. Januar 2022 statt.
| Datum      |               | Ergebnis |                  |
| ---------- | ------------- | -------- | ---------------- |
| 19.03.2022 | KFUM Oslo     | 0:5      | Viking Stavanger |
|            | Sandnes Ulf   | 0:4      | Strømsgodset IF  |
| 20.03.2022 | Molde FK      | 4:2      | Sarpsborg 08 FF  |
|            | FK Bodø/Glimt | 4:1      | Lillestrøm SK    |

## Halbfinale
Die Auslosung fand am 20. März 2022 statt.
| Datum      |               | Ergebnis |                  |
| ---------- | ------------- | -------- | ---------------- |
| 06.04.2022 | Molde FK      | 3:0      | Strømsgodset IF  |
| 21.04.2022 | FK Bodø/Glimt | 2:1      | Viking Stavanger |

## Finale
| FK Bodø/Glimt                                            | FK Bodø/Glimt | Molde FK | Molde FK |
| -------------------------------------------------------- | --- | --- | -------- |
| FK Bodø/Glimt                                            | \| Finale \| \| 1. Mai 2022 um 16:00 Uhr MESZ in Oslo (Ullevaal-Stadion) \| \| Ergebnis: 0:1 (0:0) \| \| Zuschauer: 19.657 \| \| Schiedsrichter: Rohit Saggi \| \| Spielbericht \| | \| Finale \| \| 1. Mai 2022 um 16:00 Uhr MESZ in Oslo (Ullevaal-Stadion) \| \| Ergebnis: 0:1 (0:0) \| \| Zuschauer: 19.657 \| \| Schiedsrichter: Rohit Saggi \| \| Spielbericht \| | Molde FK |
| FK Bodø/Glimt                                            | Nikita Chaikin – Alfons Sampsted, Brede Moe, Marius Høibråten, Brice Wembangomo (83. Sondre Sørli) – Ulrik Saltnes , Elias Hagen (46. Gaute Vetti), Hugo Vetlesen (83. Sondre Brunstad Fet) – Ola Solbakken, Runar Espejord (46. Runar Espejord), Amahl Pellegrino (83. Gilbert Koomson) Cheftrainer: Kjetil Knutsen | Jacob Karlstrøm – Birk Risa, Martin Bjørnbak, Benjamin Hansen – Martin Linnes, Sivert Mannsverk, Emil Breivik, Kristoffer Haugen (80. Erling Knudtzon) – Eirik Ulland Andersen (34. Markus Kaasa), Magnus Wolff Eikrem (80. Magnus Grødem), Ola Brynhildsen (85. Rafik Zekhnini) Cheftrainer: Erling Moe | Molde FK |
| FK Bodø/Glimt                                            | 0:1 Sivert Mannsverk (76., Foulelfmeter) | | Molde FK |
| FK Bodø/Glimt                                            | Nikita Chaikin (74.) | Emil Breivik (45.), Benjamin Hansen (67.) | Molde FK |
| Finale                                                   | | |          |
| 1. Mai 2022 um 16:00 Uhr MESZ in Oslo (Ullevaal-Stadion) | | |          |
| Ergebnis: 0:1 (0:0)                                      | | |          |
| Zuschauer: 19.657                                        | | |          |
| Schiedsrichter: Rohit Saggi                              | | |          |
| Spielbericht                                             | | |          |